# Sabrina Farji
Sabrina Farji (* 16. srpna 1964 Buenos Aires, Argentina) je argentinská režisérka, scenáristka a producentka.
Farji studovala na Escuela Municipal de Arte Dramático v Esceně (diplom získala v roce 1987). Od roku 1990 pracuje jako producentka, scenáristka a režisérka. Významně se podílí na tvorbě nezávislých videofilmů, její snímek De niño (1995) dostal cenu za nejlepší latinskoamerický videofilm. Dosud natočila dvanáct filmů, z nichž většina má krátkometrážní rozsah, v oblasti celovečerní tvorby debutovala snímkem Cielo azul, cielo negro (Modré nebe, černé nebe, 2003).
Jejím zatím posledním realizovaným projektem je romantická komedie s jemně humornými momenty Když skočila (2007), která byla ve světové premiéře uvedena na 42. Mezinárodním filmovém festivalu Karlovy Vary.